# Дослідження попиту
Дослі́дження по́питу — перший етап у дослідженні кон’юнктури ринків збуту, що полягає у всебічному вивченні споживача:
- характеристика смаків,
- диференціація структури потреб за групами споживачів,
- виявлення незадоволених потреб,
- аналіз переваг тих чи тих товарів.

Слід розрізняти поняття величина попиту і попит. Величина попиту (обсяг попиту) являє собою кількість товару, яку готовий придбати покупець за конкретною ціною, а повний попит на товар - це готовність споживача придбати товар при всіляких цінах, тобто, функціональна залежність величини попиту від ціни. Зміна попиту залежить від кількох факторів: статі, віку, очікування споживачів, доходу споживачів, цін на товари-замінники, що доповнюють товари, реклами тощо.
Попит незадоволений — нереалізована частина реального попиту через брак потрібних товарів чи невідповідність їхньої якості вимогам покупців.  
Прихований незадоволений попит реалізується купівлею аналогічних товарів, явний — спричинюється до зростання грошових нагромаджень споживачів. 
Крива попиту - крива, що показує, яку кількість економічних благ готові придбати покупці за різними цінами в даний момент часу. 
Функція попиту - функція, що визначає попит залежно від впливу на нього різних факторів.
Теорія споживання опирається на припущенні, що споживач завжди вибирає найкращий споживчий набір на який може собі дозволити. Математична модель, що дозволяє ввести порівняння споживчих наборів необхідне для визначення поняття «найкращий споживчий набір» — це відношення переваги; воно може бути представлене функцією корисності.
Функція корисності та бюджетне обмеження дозволяють сформулювати основну задачу теорії споживання — задачу максималізації корисності. Розв'язок цієї задачі — функція попиту.

## Види маркетингу, які визначаються станом попиту
- демаркетинг,
- стимулюючий маркетинг
- конверсійний маркетинг
- ремаркетинг
- синхромаркетинг
- протидіючий маркетинг
- підтримуючий маркетинг
- розвиваючий маркетинг